# پامونودنیا
پامونودنیا (به لاتین: Pamunudeniya) یک منطقهٔ مسکونی در سری‌لانکا است که در استان مرکزی (سری‌لانکا) واقع شده‌است.